# بی‌تو
«بی تو» (به آلمانی: Ohne dich) تک‌آهنگی است از آلبوم برخیز، برخیز گروه آلمانی، رامشتاین. موضوع آن سوگواری به خاطر از دست‌دادن عزیزی‌ست و تصنیفی‌ست ملایم و رمانتیک. موتیف آن «بدون تو، من نمی‌تونم باشم، بدون تو ... با تو هم، من همچنان تنهایم، بدون تو ...» است.

## نمآهنگ
این نماهنگ در اتریش فیلمبرداری شده‌است و در آن اعضای گروه در حال کوهنوردی نشان داده می‌شوند. خوانندهٔ گروه، تیل لیندمان سقوط می‌کند و به سختی مجروح می‌شود. سپس در قسمتی که اعضای گروه در چادرشان نشسته‌اند و تیل با پای مجروح و سرمازده‌اش با حسرت به قله خیره شده، موسیقی قطع می‌شود. زمانی‌که اعضای گروه در حالی‌که تیل را بر دوش خود حمل می‌کنند از کوه بالا می‌روند موسیقی دوباره پخش می‌شود. در پایان، به قله می‌رسند، تیل می‌نشیند، نگاهی به اطراف می‌اندازد و رضایت‌مندانه می‌میرد.